# Burgruine Emmerberg

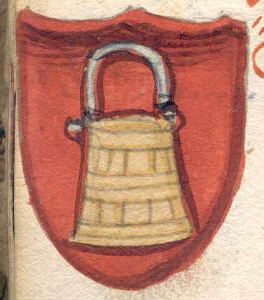
Wappen Friedrich IV. Truchseß von Emmerberg (nach 1587)

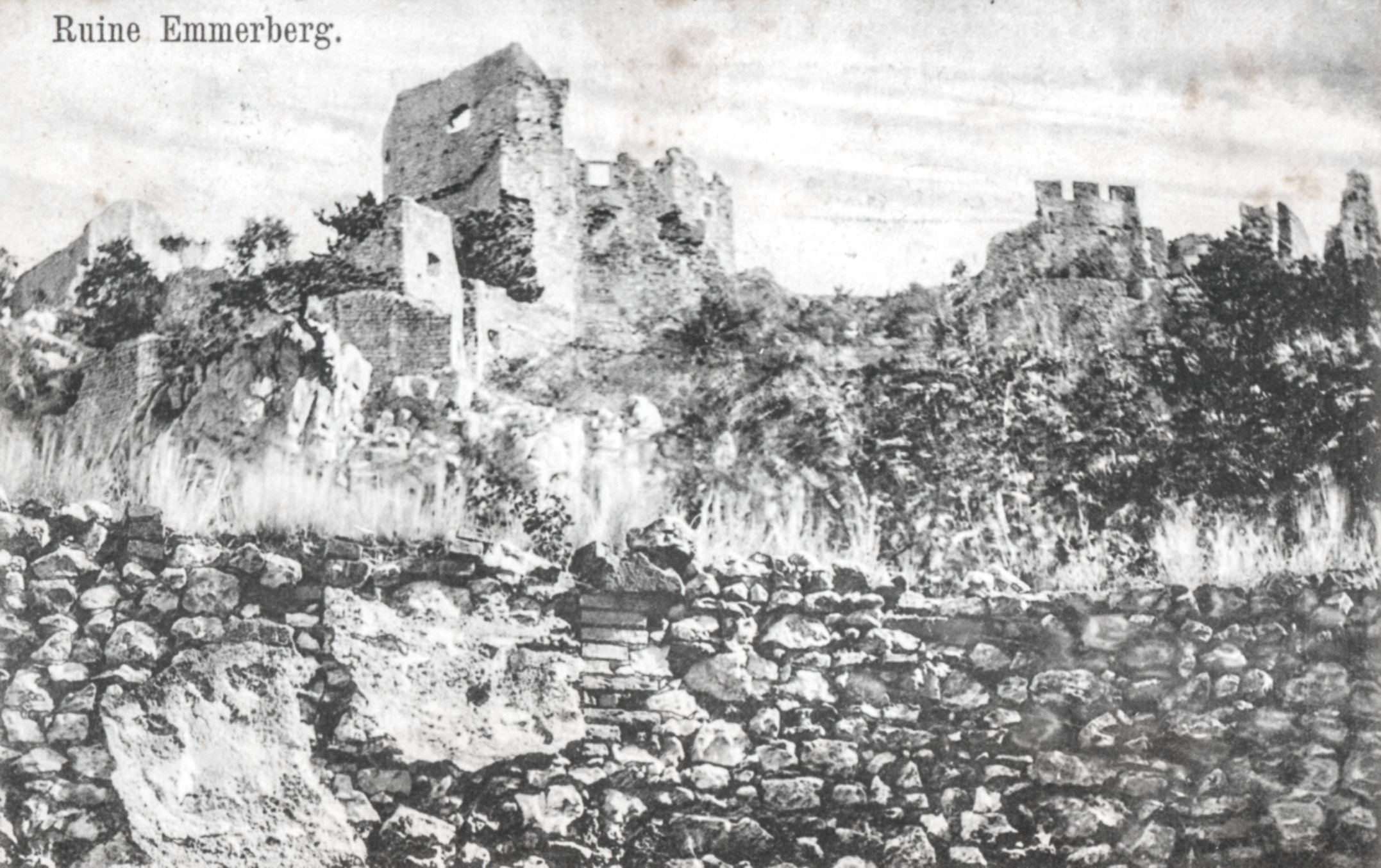
Ruine Emmerberg um 1900 mit verfallen Stallgebäuden im Vordergrund

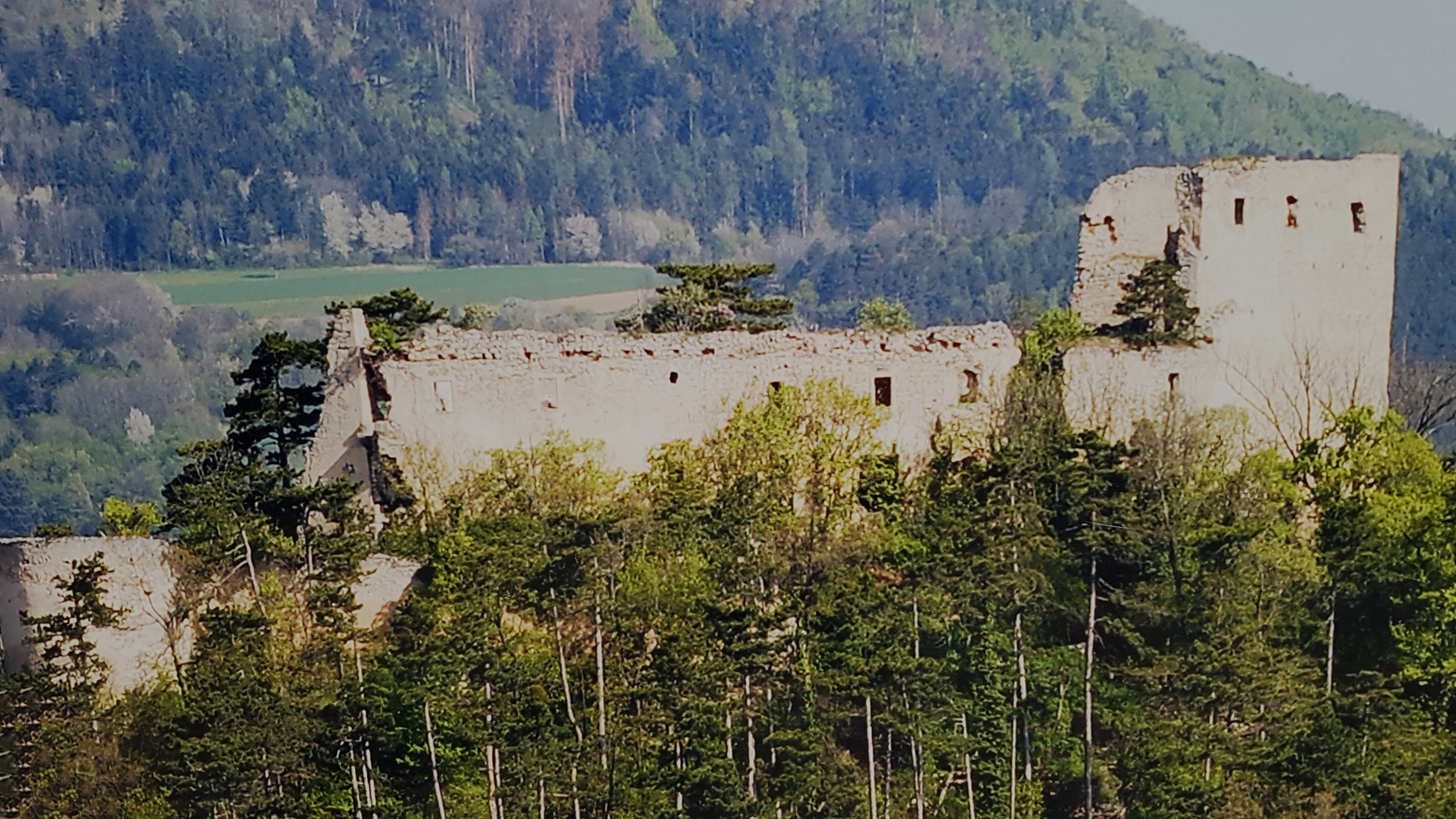
Burg Emmerberg vom Süden aus gesehen

Die Burgruine Emmerberg (Emerberg) ist eine mittelalterliche Höhenburg im schon weit fortgeschrittenen Verfallsstadium auf einem Bergrücken über der Prossetschlucht im Südosten von Niederösterreich in der Marktgemeinde Winzendorf-Muthmannsdorf. Die Burg war ein Glied der Befestigungslinie an der Nordgrenze der karantanischen Mark und war von der Mitte des 12. bis in das späte 18. Jahrhundert bewohnt. Danach erfolgte der Abbruch der Dächer und der allmähliche Verfall der Festungsanlage durch Steinraub und Verwahrlosung.

## Lage und Topographie
Die Burg befindet sich auf dem südwestlichen Sporn des 583 Meter hohen und dicht bewaldeten Schlossberges, am Nordrand des sogenannten Steinfeldes – ca. 10 km westlich von Wiener Neustadt. Der Sporn des Schlossberges weist an drei Seiten steil abfallende Felsen auf, so dass lediglich die Südostseite, an der eine Überhöhung durch den benachbarten Berghang gegeben ist, stark befestigt werden musste. Die Lage der Burg ist gut gewählt, von ihrem Standort aus kann man die gesamte "Neue Welt", eine fruchtbare Senke zwischen Hoher Wand und Fischauer Vorbergen und auch einen Teil des Steinfeldes überblicken.

## Funktion
Aufgabe der Besatzung war den Eingang in die Ebene der Neuen Welt durch die Prossetschlucht zu bewachen und notfalls zu sperren, der Bevölkerung in den umliegenden Dörfern bei Gefahr Schutz zu bieten und als Signalstation (eines um 1200 entstandenen optischen Frühwarnsystems) in der Kette der Wehrbauten am Grenzabschnitt der Karantanischen Mark, heute das südöstliche Niederösterreich, zu dienen. Vom Emmerberg aus konnte jedoch nicht die Wiener Neustädter Pforte eingesehen werden, sie war das potentielle Einfallstor von Invasoren – besonders der Ungarn – aus dem Osten. Die Sichtverbindung von Burgstall Muthmannsdorf Richtung Osten reicht hingegen über das Steinfeld bis in die Wiener Neustädter Pforte. In der Gegenrichtung sind die Burg Starhemberg und die Kirchen von Muthmannsdorf und Maiersdorf zu sehen. Zu den Burgen am Emmerberg und Tachenstein gibt es vom Burgstall dagegen keine Sichtverbindung. Zur Übertragung von Licht- oder Rauchsignalen waren daher Zwischenstationen erforderlich. Eine von ihnen war die Pfarrkirche von Maiersdorf, von dort aus konnte man beide Burgen sehen. Bei Angriffen wurden deren Besatzungen durch Warnfeuer der Beobachtungsposten auf dem Burgstall (Kleinburg) und Maiersdorf (Pfarrkirche) alarmiert.

## Entwicklung
Der Hauptschub der bairischen Kolonisation erfolgte ab 1042 nach dem endgültigen Sieg über das Reitervolk der Magyaren bei Pitten. Die Besiedlung war schon nach etwa 200 Jahren weitgehend abgeschlossen. Die Grundherren rodeten die damals noch ausgedehnten Wälder, um mehr Ackerland zu schaffen. Die Kolonisten erhielten dann die neu entstandenen Liegenschaften als Lehen und wurden dadurch hörige Bauern. Diese Rodungsherrschaften wurden meist nicht schriftlich dokumentiert. Rückschließend von den zahlreichen verschiedenen Besitzverhältnissen der Höfe waren daran aber ziemlich sicher die Herren von Stixenstein, Emmerberg, Vöstenhof (Neydegghof) und Schrattenstein beteiligt.
Um das Jahr 1170 wird die Burg erstmals urkundlich erwähnt. Emmerberg war, wie auch die benachbarte Festung Starhemberg, ein wichtiges Glied in der Befestigungskette an der Nordgrenze der karantanischen Mark. Sie dürfte um die Mitte des 12. Jahrhunderts, zwischen 1160 und 1170, entstanden sein. Die dort ansässige Familie der Emmerberger zählte zu den Ministerialen der Otakare, vermutlich war die Festung als landesfürstliches Lehen in ihren Besitz gelangt. Burgherr war damals Durinch de Emberberch. Zur Zeit der Babenberger zählten die Emmerberger zu den vornehmsten Familien im Herzogtum Steiermark. Sie waren auch mehrere Generationen lang mit dem wichtigen Amt des Truchsessen betraut. Ihr Wappen zeigt einen Wassereimer auf blauem Feld, was zu etlichen Sagen und Legenden Anlass gab. Die genaue Bedeutung dieser Symbolik konnte aber wissenschaftlich nie ganz geklärt werden. Zwei Familienzweige waren in der Steiermark sesshaft, wo sie auch mehrere Burgen in ihren Besitz brachten.
1218 findet sich unter den Zeugen einer Urkunde, die Herzog Leopold VI. den Glorreichen im Feldlager des Sechsten Kreuzzug vor der Festung Damiette ausgestellt hatte, auch ein Berthold von Emmersberg ("Bertholdus de Embirberch Dapifer"). Im Jahr 1249 wird die Festung Emmerberg als castrum bezeichnet. In der Steirischen Reimchronik wird berichtet, dass einer der Emmerberger, Berthold IV, 1278 in der Schlacht von Dürnkrut und Jedenspeigen den Böhmenkönig Ottokar II. Přemysl vom Pferd gestochen hatte, weil dieser zuvor seinen Onkel Seifried von Mahrenberg auf grausame Art hingerichtet haben soll. Die Historiker zweifeln diese Darstellung jedoch an und vermuten, dass Ottokar in Wirklichkeit im Kampfgetümmel fiel. 1289 stürmte Berthold, als Heerführer Herzog Albrechts von Österreich, die Burg Güssing und erhielt sie für einige Zeit als Lehen. Friedrich IV. Truchsess von Emmerberg bekleidete von 1441 bis zu seinem Tod 1452 das Amt des Erzbischofs von Salzburg. Das Geschlecht der Emmerberger starb 1455 im Mannesstamme aus.
Aber schon 1384 wurde Ludwig von Eckartsau durch Herzog Albrecht III. mit der Burg belehnt. Ihm folgte sein Sohn Kardolt der die Festung an die Brüder Hans und Adam Linzer verkaufte, die wiederum von Herzog Albrecht IV. damit belehnt wurden. Der nächste bekannte Lehnsmann war Hans Haring, der Emmerberg um 1425 an seinem Vetter Kaspar abtrat. Vom 14. bis zum 17. Jahrhundert wurde sie noch mehrmals umgebaut, musste sich während dieser Zeit jedoch nie in einer Belagerung bewähren. Als man im 17. Jahrhundert die Burgen des Erzherzogtum Österreich wegen der drohenden Türkeneinfälle auf ihre Verteidigungsfähigkeit überprüfte, wurde Emmerberg allerdings – im Gegensatz zu Starhemberg – nicht als Fluchtort für die umliegende Bevölkerung bestimmt. In dieser Zeit wechselte sie in rascher Abfolge ihre Besitzer. Unter anderem scheinen die Familien
- Wolfenreut (um 1430–1494),
- Brüder Teufel, die Freiherren Christoph, Johann Christoph, Georg Christoph und Johann Christian zu Gundersdorf (1581–1592)[4]
- Brassican,
- Spaur (um 1500),
- Heussenstein (ab 1706) und
- Minassi und von Suttner (1805)

als Burgherren auf. Der letzte der Wolfenreuter auf Emmerberg, Georg, starb am 24. April 1549. Zuvor hatte er seine Tochter Elisabeth mit Erasmus von Schärfenberg verheiratet, der nun Herr auf Emmerberg wurde. Elisabeth (sie stirbt 1579) vererbte die Burg an ihre zwei Töchter Julia und Sidonie, worauf das Manneslehen als verfallen erklärt wurde. Schärfenberg erwirkte daraufhin von der Landesregierung die sogenannte Viertelsgnade, d. h. den Zuspruch für den vierten Teil des Lehens. Er bekam damit aber anscheinend das gesamte Lehen unter seine Kontrolle, da er es bald danach, laut Lehensbrief vom 11. Februar 1581, an den Freiherren von Teufel veräußerte. Um 1590 belehnt Kaiser Rudolf II. (HRR) Johann Alexander von Brassican († 1631) mit der Veste Emmerberg und verlieh ihm das Recht sich und seine Nachkommen danach zu benennen. Emmerberg wurde von dessen Sohn, Hans Friedrich Brassican verwaltet, der den Besitz in einen Fideikommiss überführte. Nach diversen Erbstreitigkeiten unter den Brassican fiel die Burg an Graf Johann Anton von Spaur, der auch die benachbarte Burg Starhemberg verwaltete.
Emmerberg befand sich bis 1706 im Besitz der Familie Spaur, danach ging sie (zusammen mit der Festung Starhemberg) in den Besitz des Grafen Heussenstein über. Die Zerstörung der Burg wurde 1760 durch Graf Heinrich von Heussenstein eingeleitet, der aus steuerlichen Gründen (Dachsteuer) den Eichendachstuhl abdecken und das Material verkaufen ließ. Ab da wurde die Burg deshalb auch von ihren letzten Bewohnern verlassen. Karl Reichsgraf v. Heußenstamm zu Heißenstein und Grafenhausen, Freiherr zu Starhemberg-Emmerberg (1799–1871) war der letzte, der Emmerberg im Namen führte. Er war noch vor dem Verkauf von Starhemberg und Emmerberg geboren und lebte in Wien. Die Familie hatte seit 1637 das vom Kaiser Ferdinand III. verliehene Recht, „...sich nach etwa noch zu erwerbenden Schlössern und Herrschaften nennen zu dürfen.“
Ab 1805 fiel der Besitz zuerst an eine Frau Minassi, etwas später an Vincenz von Suttner, 1807 an die Freiherren von Stutterheim. 1811 erbte der königlich-sächsischen Offizier Karl Friedrich Ludwig von Watzdorf (1759–1840), Gesandter am russischen Zarenhof, die Herrschaft Emmerberg.
Von 1814 bis 1833 war die Herrschaft Emmerberg Eigentum der Grafen Wartensleben. Da die Festung nicht mehr bewohnbar war, ließ Ferdinand Wilhelm Graf Wartensleben (1778–1821) am Fuß des Burgberges ein Herrenhaus (das heutige Forsthaus) und große Stallungen (heute sind davon nur mehr die Grundmauern erhalten) errichten. Das dafür nötige Baumaterial wurde aus der Ruine gewonnen, aus der sich auch die ihm untertänigen Bauern bedienen durften. Der Steinraub hält bis heute an, so sind z. B. die Fußbodenplatten aus der konservierten Kapelle verschwunden. Viele Gartenmauern in der näheren Umgebung wurden ebenfalls mit Steinematerial aus der Ruine erbaut. Wartensleben übersiedelte auch sein knapp 40 km von Emmerberg entferntes Gut Rehhof samt dem dort ansässigen Gestüt nach Emmerberg. Friedrich verstarb jedoch schon in jungen Jahren und war bei seinem Tod hoch verschuldet. Der Erbe, sein Bruder Graf Alexander Wilhelm Wartensleben (1787–1844) konnte den Konkurs nicht mehr abwenden und verkaufte Emmerberg für 80.000 Gulden an den Vizekönig von Lombardo-Venetien, Erzherzog Rainer. 1853 ging die Burg an seinen ältesten Sohn Leopold von Österreich (1823–1898), dieser lebte unweit in dem von ihm erbautem Schloss Hernstein, war passionierter Jäger und hatte unter anderem auf der Hohen Wand einen Tiergarten einrichten lassen. Auch Leopold verstarb kinderlos und Emmerberg ging schlussendlich in den Besitz von Leopold Salvator von Österreich-Toskana (1863–1931) über. Das mittlerweile stark von Vegetation überwucherte Areal der Ruine und die umliegenden Wälder befinden sich bis heute im Besitz der Familie Salvator Habsburg-Lothringen.

## Burganlage
Es handelt sich um eine ausgedehnte im Grundriss unregelmäßige Festungsanlage, mit äußeren Bering und spätromanischer Kernburg („klassische“ Adelsburg mit den Elementen Turm, Palas und Kapelle). Der Kern der im westlichen Teil der Burganlage gelegenen Hochburg stammt aus dem 12. und 13. Jahrhundert, zur Zeit der Spätgotik wurde die Hochburg und Schildmauer neu gestaltet. Im 16. und 17. Jahrhundert wurde die Festung noch einmal durch zusätzliche Außenwerke, Mauern und Bastionen, verstärkt. Emmerberg war ansonsten ein Zweckbau ohne jeglichen architektonischen Schmuck, doch bezeugen die manchmal etwas eigenwillig geformten Kragsteine und schön gearbeitete Fenster- und Türlaibungen von einer hohen Bauqualität.
Die Burg besaß keinen Bergfried, im Osten war sie vom Halsgraben aus zugänglich, vermutlich über eine Brücke. Vorwerke und ein Halsgraben sicherten die stark gefährdete Ostseite der Burg. Ein einfach ausgeführtes Rundtor (Tor I) führt in den Zwinger I, der an seiner Südwestseite zu immer schmäler wird und beim zweiten Torturm (Tor II) seine engste Stelle erreicht. Erhalten sind von der Vorburg zwei Tore und die Zwinger, rechts davon befindet sich ein Felsenkeller, links ein Mauervorbau. Westlich von Tor I befand sich der Rundturm. An diesen angeschlossen war die Torwächterwohnung, von der Reste erhalten sind. Sie befand sich bereits innerhalb des Zwingers, dessen östliche Ringmauer mehrere Schießscharten und eine aus dieser Mauer vorspringende Bastion besaß. Die Mauer des äußeren Burghofes, die fast die ganze Hochburg umschließt, dürfte im 15. und 16. Jahrhundert erbaut worden sein. Von dort führte eine Pforte in den zweiten Zwinger. Durch Tor II betritt man den Zwinger II, östlich davon steht der Zwinger III mit der Ostmauer und dem großen Rondell aus dem 16. Jahrhundert.
An der Nordseite des Zwinger I stehen die Reste der freistehenden, einschiffigen und rechteckigen Michaelskapelle, die im Stil der Romanik um 1160 errichtet wurde. Ihr Achsknick nach Süden weist darauf hin, dass sich die Achsen von Langhaus und der eingezogene Chor an getrennten Tagen nach der aufgehenden Sonne orientieren. Das Bild rechts zeigt den Sonnenaufgang durch die Langhausachse am 4. September 2000 (6h 57m MESZ). Den Zugang zu ihrem Ostchor bildet ein schlichter romanischer Torbogen aus dem 12. Jahrhundert der noch sehr gut erhalten ist. In ihr waren drei Seitenaltäre aufgestellt, die Wände waren mit Fresken geschmückt. Die bis ins 19. Jahrhundert gut sichtbaren Fresken sollen noch vor wenigen Jahrzehnten erkennbar gewesen sein. Im Chor selbst steht noch der Altarstein und auch einige der roten Bodenfliesen sind noch zu sehen. Beleuchtet wurde er durch ein schmales Rundbogenfenster in der Ostmauer. Südlich von ihr befand sich die Hochburg mit dem Palas, der zugleich als Wohn- und Wehrbau diente.
Der älteste Teil und Kern der Festungsanlage, die Hochburg, stammt aus dem 12. und 13. Jahrhundert und verfügte über eine massive, drei Stock hohe und an ihrer mehreckigen SO-Front fast sechs Meter starken Schildmauer. Durch eine zehn Meter lange und sehr niedrige Durchfahrt (Tor III) betritt man den inneren Burghof, wo sich rechterhand die Öffnung eines rund ausgemauerten Brunnens oder Vorratsschachtes auftut (heute mit Steinschutt verfüllt). Gut erkennbar sind im Durchgang noch die Gleisspuren, die im Laufe der Zeit durch die Karrenräder in den gewachsenen Fels eingegraben haben. Der einst dreigeschoßige Palas wurde durch einen Treppenturm mit Schneckenstiege (Hofseite seit Ende der 1990er Jahre eingestürzt) in zwei Flügel getrennt. Der nördliche ist bauhistorisch der ältere, die Zwischendecken bestanden fast durchwegs aus Steingewölben. In der oberen Schildmauer ist aber auch noch der Stumpf eines außergewöhnlich massiven Deckenbalkens zu sehen. Der Südtrakt besaß lediglich hölzerne Zwischendecken. Da wegen der höheren Lage der Kuppe des Schloßberges im Osten auch ein Beschuss mit schweren Katapulten möglich war, musste die Süd-Ost-Außenwand des Palas besonders stark ausgeführt werden. Sie ist mehr als 3 Meter breit. Ihre großen gewölbten Fensternischen mit ihren steinernen Sitzbänken wirken daher wie kleine Extrakammern. Am Südostende des Palas befand sich das Burgverlies und der Abgang zu einer massiv ausgebauten Rundbastion (Rondell) an der Westecke der äußeren Ringmauer.

## Hinweis
Knapp südlich der aus Gaaden kommenden, mit der nach Muthmannsdorf führenden Straße, zweigt eine von Kastanienbäumen gesäumte Straße nach Osten ab. Eine Parkmöglichkeit ist hier ebenfalls gegeben. Die Privatstraße und in weiterer Folge eine Forststraße sind Teil des Rundwanderweges 6 und 7 und führen am Scheitelpunkt direkt an der Ruine vorbei. Auch von der Prossetschlucht aus, bei Haus Emmerberg Nr. 12, ist über den sog. Eselsteig ein rascher Aufstieg zur Ruine möglich, man folgt dabei immer der roten Markierung (Gehzeit ca. 15 Minuten). Aus Sicherheitsgründen ist das Betreten des Burgareals untersagt. Wanderungen: Zur Ruine Emmerberg vom Kalkmetzen in die Prossetschlucht bis zur Wagnerei und von dort durch den Eselgraben aufwärts (45 Min. – guter Ausblick), bequemer Abstieg über die Burgstraße zur Teichmühle und nach Winzendorf (1 St., zus. 1 Std. 45 Min.)